# Ману-Смріті
Ману-Смріті або Манусмріті (санскр. मनुस्मृति, manusmṛti IAST), також відома як Ману-Самхіта, Манава-Дхармашастра (санскр. मानवधर्मशास्त्र) і Закони Ману — пам'ятка давньоіндійської літератури, збірник настанов благочестивому індійцеві для виконання ним свого громадського, релігійного і морального обов'язку. Є однією з найраніших та найважливіших Дхарма-Шастр, що також входить у літературу Смріті.
Назва Закони Ману (англ. Laws of Manu) була запропонована перекладом британського (уельського) орієнталіста та судді верховного суду Бенгалії сера Вільяма Джонса, у 1794 році, і стала загальноприйнятою у багатьох країнах, проте вона не відповідає ані оригінальній назві пам'ятки, ані її загальному змістові; відповіднішою є Повчання Ману у дхармі (Манавадхармашастра).
Текст викладається у вигляді співбесіди між мудрецем Ману та групою ріші, що просять його розповісти про «закони всіх соціальних класів» (1.2). Починаючи з цього твору, Ману стає стандартним авторитетом і у всіх наступних Дхарма-Шастрах. Сам текст посилається на надприродні сили та в авторитетному тоні розповідає про Дхарму, на відміну від інших пов'язаних текстів, що в більшій мірі є спостереженнями або дослідженнями. За індуїстською традицією, Ману-Смірті є записом слів Брахми.

## Датування тексту
Датування тексту є важливим для науки, так як «Ману-смріті» була написана в період, коли вплив брахманів був під загрозою неведійських рухів, після розпаду імперій Маур'їв і Шунга склався період соціальної нестабільності. Таким чином "Ману-смріті"та інші Дхарма-шастри були реакцією брахманів на ці загрози.
У науці утвердилася думка Георга Бюлера, що "Ману-смріті"в тому вигляді, в якому вона дійшла до нас, склалася в II столітті до н. е.. — II столітті н. е.. При цьому не весь матеріал, що міститься в збірнику, може ставитися саме до вказаного періоду. Відносно новими визнаються перша і остання (XII) глави. З інших глав найдавнішими вважаються II–VI глави, однак в них також зустрічаються вірші, які є пізнішими додаваннями. Пандуранг Вамана Кані обмежував датування періодом з II століття до н. е.. до I століття н. е.. К. П. Джаясвала вказує ще точнішу дату: 150–120 роки до н. е..

## Структура тексту
«Ману-смріті» написана на санскриті, складається з 2684 віршів ("шлок" ), які розбиті на 12 розділів, що містять в собі:
- I — опис уявленнь про походження Всесвіту, станів (варн), людського суспільства;
- II — правила життя в період навчання;
- III–IV — правила життя сім'янина-господаря;
- V — деякі релігійні норми;
- VI — правила життя відлюдника;
- VII — повчання про обов'язки царя та управління державою;
- VIII — настанови щодо судочинства та юридичної практики
- IX–X настанови щодо сімейних відносин, покарань за різні злочини, обов'язків членів варн;
- XI — приписи про каяття та обітниці задля спокутування скоєних гріхів;
- XII — опис посмертних відплат за погані справи в цьому житті.

## Правові настанови
Закони називають вісім можливих способів виникнення права власності:давність, спадкування, дарування, купівля, завоювання, лихварство, виконання роботи, а також одержання милостині (гл. X, ст.115). Стародавній Індії був відомий і такий спосіб набуття права власності, як давність володіння (гл. VIII, ст. 147). При цьому підкреслювалось, що тільки при законному підтвердженні людина із володільця перетворюється на власника. Купувати речі можна було тільки у власника. Доводити право власності, посилаючись на добросовісне володіння, заборонялось. Якщо у добросовісного набувача виявляли вкрадену річ, то вона поверталась попередньому власнику.